# Тройня (село)
Тройня (рос. Тройня) — село у Бобровському районі Воронезької області Російської Федерації.
Населення становить 359 осіб. Входить до складу муніципального утворення Тройнянське сільське поселення.

## Історія
Населений пункт розташований у межах українського історико-культурного регіону Східної Слобожанщини. Від 1928 року належить до Бобровського району, спочатку в складі Центрально-Чорноземної області, а від 1934 року — Воронезької області.
Згідно із законом від 15 жовтня 2004 року входить до складу муніципального утворення Тройнянське сільське поселення.

## Населення
| 2000 | 2005 | 2010 | 2012 | 2013 | 2014 | 2015 |
| ---- | ---- | ---- | ---- | ---- | ---- | ---- |
| 460  | ↘414 | ↘301 | →301 | ↗312 | ↗314 | ↗328 |
| 2016 | 2017 | 2018 |      |      |      |      |
| ↗344 | ↗349 | ↗359 |      |      |      |      |